# HD 40307 f
HD 40307 fとは地球から見てがか座の方向に約42光年離れた位置にあるK型主系列星HD 40307を公転している6つの太陽系外惑星のうちの一つである。恒星から0.247天文単位離れた軌道を51.76日で公転している。質量から見てHD 40307 fはスーパーアースの可能性が高いが、表面温度が地球より高いと思われるため、生命が存在していくには過酷な環境とされている。